# Darren in Irland

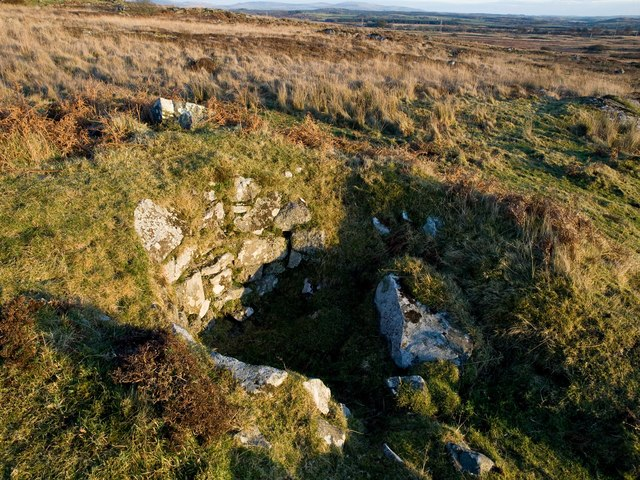
Darrenfund

Die Darren Irlands sind durch eine Anzahl neuerer archäologischer Grabungen bis in die Bronzezeit zurückdatierbar. Die Strukturen spielten mit Sicherheit bereits zuvor eine wichtige Rolle bei der Getreidelagerung, insbesondere in so feuchten Klimazonen wie Irland. 
Die Darren bestehen typischerweise aus einer eingetieften Struktur, die schlüsselloch- oder achtformig war. Die aus Trockenmauerwerk errichtete Grundform wurde mit einem tholosartigen Aufbau aus Holz, Lehm und Stroh, Plaggen oder Stein bedeckt. Bei fast allen archäologischen Ausgrabungen blieb nur die Grubenkonstruktion erhalten. Darren wurden bis ins 19. Jahrhundert verwendet. 
Lange wurde angenommen, dass Darren eine landwirtschaftliche Innovation sind, die Irland aus dem römisch besetzten Britannien erreichte, wo ähnliche Darren (Fundplatz Dull, Getreidedarre von Collfryn) bekannt sind. Diese Meinung wurde durch die Tatsache genährt, dass die überwiegende Mehrheit der zunächst gefundenen irischen Darren aus der späten Eisenzeit (0–400 n. Chr.) oder dem frühen Mittelalter (400–1200 n. Chr.) stammte. 

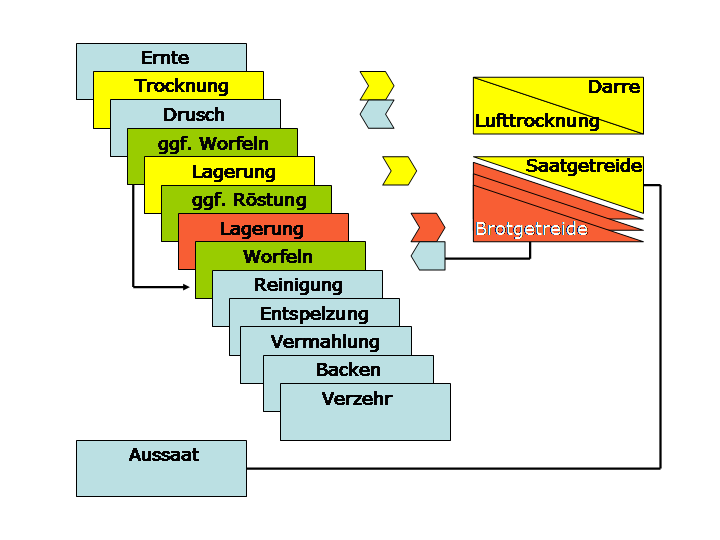
Frühgeschichtlicher Getreidekreislauf

## Knockgraffon
Die Darre von Knockgraffon, im County Tipperary ist eine achtförmige Struktur aus der mittleren Bronzezeit, die 2008 von Colm Moriarty bei einem spätbronzezeitlichen Rundhaus ausgegraben wurde. Die 3,8 m lange Struktur bestand aus zwei konkaven Gruben, die durch einen kurzen Heißluftkanal miteinander verbunden waren. Die größere westliche Grube zeigte Brandspuren an den Wänden und am Boden, während die kleinere östliche wahrscheinlich der Platz war, wo das Getreide trocknete. 
Eine Menge unbestimmbarer Getreidekörner und drei Gerstenkörner wurden gefunden. Die Brennstoffanalyse zeigte, dass das Holz von Eichen, Eschen, Haseln und Weißdorn verwendet wurde. Ein Getreidekorn aus der Ofenbasis datiert auf 1667–1496 v. Chr. und macht Knockgraffon zur ältesten bisher gefundenen Darre in Irland.

## Carrigtogher
Eine etwas jüngere Darre wurde von Liam Hackett an der neuen Autobahn N7, ebenfalls im County Tipperary, ausgegraben. Die Darre war in Größe und Form der von Knockgraffon sehr ähnlich und wurde auf 1520–1435 v. Chr. datiert. Proben zeigten verkohlte Weizenkörner, unbestimmtes Getreide und Haselnussschalen. 
Die Darren aus der mittleren Bronzezeit sind eine wichtige Ergänzung der irischen archäologischen Funde. Knockgraffon und Carrigtogher sind aber nicht die einzigen Beispiele. Eine schlüssellochförmige Darre stammt aus Kilsharvan, im County Meath, ein keilförmige aus Clonmoney North im County Clare und eine etwa rechteckige aus Laughanstown im County Dublin. Hinzu kommen eine Darre aus Ballybarney im County Wicklow und eine mögliche Darrengrube von Doonmoon, im County Limerick.

Darrenfundplätze in Irland
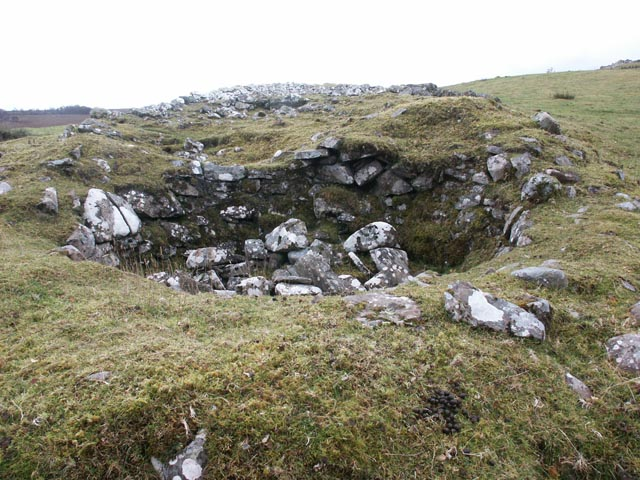
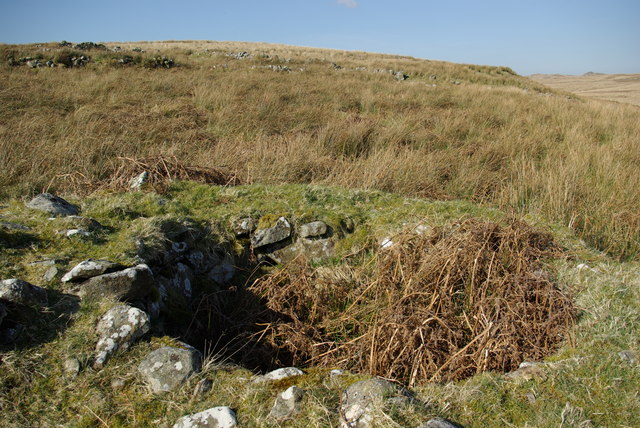
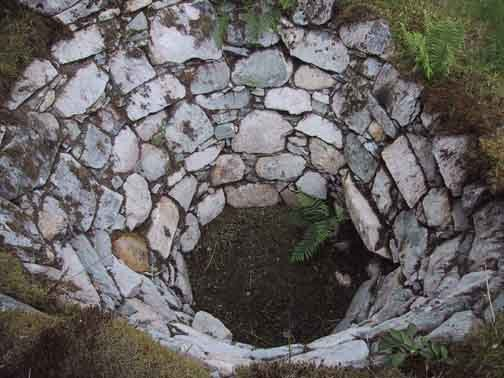
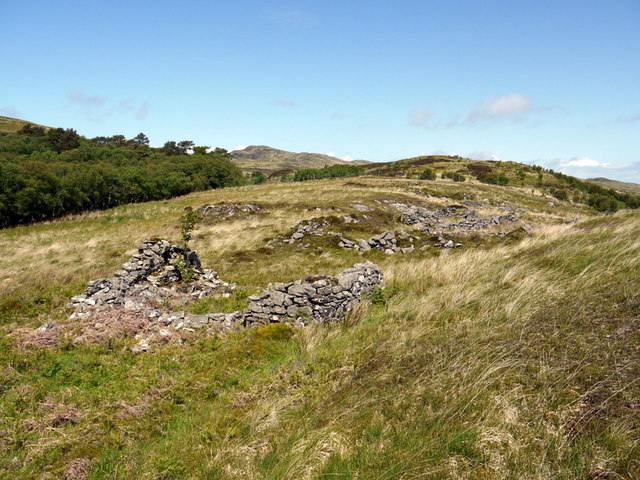
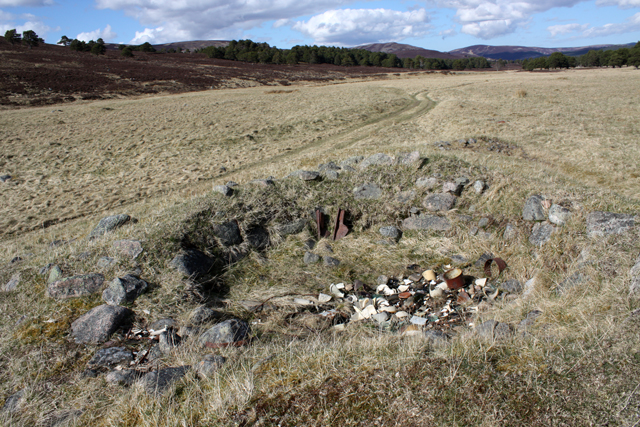